# Koutou
De koutou, ook wel kowtow, was een onderwerpingsgroet aan bijvoorbeeld de keizer in het Chinees Keizerrijk. Bij de groet werpt de groetende zich op passende afstand op de grond neer en raakt meermaals met het voorhoofd de grond. Bij een koutou aan de keizer wierp de groetende persoon zich driemaal neer. Daarna bleef men meestal in een knielende of zittende lichaamshouding. 
Oorspronkelijk werd de koutou alleen gedaan door mensen voor een beeltenis van goden, heiligen, boeddha's, etc. en door kinderen voor hun ouders. Tijdens de Qing-dynastie werd het voor meerdere personen gebruikt.
Tijdens de inauguratie van een keizer voerde de gezamenlijke hofhouding de koutou uit in een geritualiseerde vorm, door middel van een toeroep door een paleiseunuch of ceremoniemeester. 

## Verval
Na de Xinhai-revolutie in 1911-12 en het uitroepen van de Republiek China verdween de macht van de keizer van China en werd de koutou officieel afgeschaft. Niettemin werd de groet nog altijd verlangd voor Chinese en buitenlandse gasten aan de laatste keizer Pu Yi. Nadat de Volksrepubliek China in 1949 werd uitgeroepen, verloor de koutou  aan betekenis.

## Heden

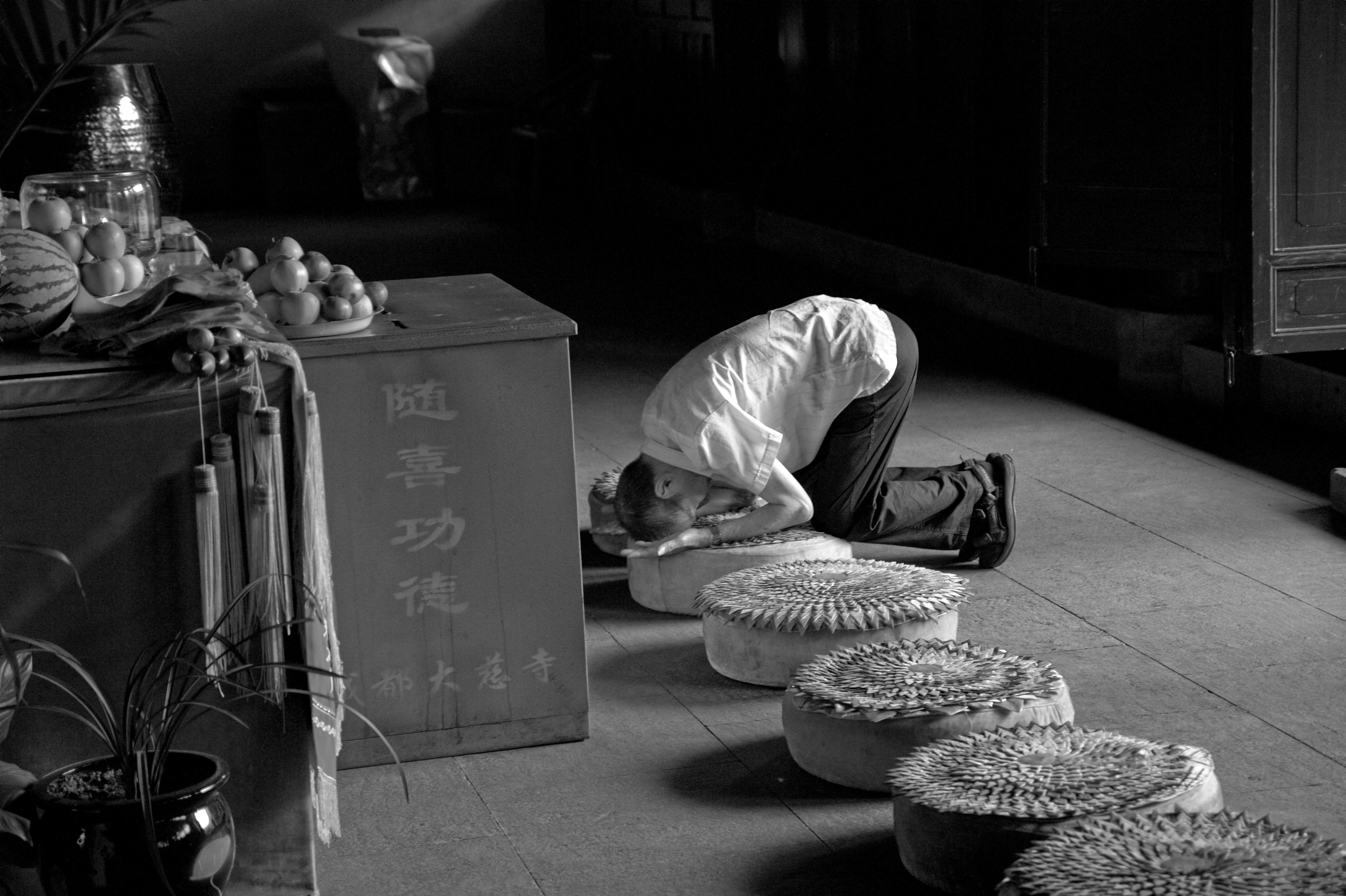
Koutou in een Chinese tempel

De koutou  wordt nagenoeg alleen nog voor speciale toepassingen gebruikt, zoals door de 4 Mei-bewegingen bij Chinese krijgskunsten. En jaarlijks bij de vooravond van Chinees nieuwjaar wordt de koutou gedaan en nieuwjaarswensen gedaan voor de ouders, voor men een hongbao ontvangt. Dit gebruik bij nieuwjaar komt steeds minder vaak voor. Alleen bij het zeggen van nieuwjaarswensen wordt al een hongbao gegeven.
Door boeddhisten wordt de koutou gebruikt als vereringsgroet aan Boeddha. Het heeft veel weg van een zonnegroet-oefening uit yoga. De koutou wordt voor een boeddhistisch, taoïstisch, confucianistische of voorouderlijke beeld/afbeelding ook drie keer achter mekaar gedaan. Hierdoor is de koutou alleen nog belangrijk in de Chinese religie.
In Thailand moeten politici bij een audiëntie bij de koning de kowtow uitvoeren.